# Union démocratique et sociale (Tunisie)
L'Union démocratique et sociale est une coalition politique tunisienne fondé en juin 2019.
Elle regroupe le mouvement Qadiroun et les partis Tunisie en avant, la Voie démocratique et sociale, Al Joumhouri et le Mouvement des démocrates socialistes.

## Résultats électoraux
| Année | Voix   | %    | Rang | Sièges  | Gouvernements |
| ----- | ------ | ---- | ---- | ------- | ------------- |
| 2019  | 29 828 | 1,04 | 18e  | 1 / 217 | Opposition    |

## Groupe parlementaire
- Bloc démocrate (2019-2020)[2]